# Pieke (Einheit)
Die Pieke, franz. Pique, selten Pike, war ein Längenmaß außerhalb Deutschlands. Die Bezeichnung geht auf die mit Pieken bewaffneten Pikeniere zurück. Die Schaftlänge der Waffe entsprach diesem Maß. In der Königlich Preuß. Armee waren die Ulanen mit Pieken bewaffnet.
- 1 Pieke = 2 Klafter